# Chiesa di San Francesco di Paola (Gubbio)
La chiesa di San Francesco di Paola è la chiesa parrocchiale della frazione di Casamorcia (Gubbio). Dal 1986 la parrocchia è intitolata a Nostra Signora del Sacro Cuore.

## Storia
Sorse nel XVIII secolo al posto di una precedente piccola chiesa di origine medioevale, divenuta oggetto di pellegrinaggio dopo un miracolo attribuito a san Francesco di Paola compiuto nel 1729. La chiesa originaria venne parzialmente demolita e sostituita da un edificio di maggiori dimensioni, realizzato con le offerte dei fedeli ad opera del mastro Domenico di Ragione. La nuova chiesa venne dedicata a Maria Santissima Assunta e a San Francesco di Paola e fu consacrata il 22 dicembre dello stesso anno. 

## Descrizione
La chiesa si presenta a navata unica, coperta con capriate lignee. In origine era stata coperta da una volta a botte, demolita tra il 1890 e il 1892
Altri lavori furono eseguiti negli anni cinquanta (un nuovo altare in marmo, eseguito nel 1955 e in seguito smantellato dopo le riforme liturgiche conciliari e una ripavimentazione nel 1957). Dei restauri furono eseguiti nel 1984.
Vi si trovavano tre altari, dedicati all'Immacolata Concezione, alla Madonna del Rosario e a sant'Antonio da Padova: il primo ospitava anche l'immagine del santo titolare ritenuta miracolosa.